# Gaston Baucq
Gaston Baucq was een Belgische politieagent in Horrues. Baucq en zijn echtgenote verkregen de titel Rechtvaardige onder de Volkeren.

## Tweede Wereldoorlog
Tijdens de Tweede Wereldoorlog vingen Baucq en zijn echtgenote Jeanne, na bemiddeling van hun familielid Gabrielle Scheurs, het Joodse jongetje Isidor op wiens vader was gearresteerd tijdens een razzia. Baucq zorgde er als politieman ook voor dat Isidors moeder, Mania Swieca, een vals paspoort kreeg. Hierdoor kon ze aan de slag op boerderijen in de omgeving.
Na de oorlog bleef het gezin Baucq in contact met Mania en Isidor, tot deze laatsten in 1951 naar Canada emigreerden.
Op 15 december 2010 verleende het Jad Wasjem Gaston Baucq en zijn echtgenote de titel Rechtvaardige onder de Volkeren.